# Anomalon primum
Anomalon primum là một loài tò vò trong họ Ichneumonidae.